# 意大利楼
意大利楼（Casa Italiana）是哥伦比亚大学的一栋建筑，位于纽约市曼哈顿晨边高地社区阿姆斯特丹大道1161号， 介于西116街与118街之间。这里是大学的“美国意大利高级研究学院”的所在地。它建于1926-27年，由麦金米德与怀特建筑师事务所的威廉·肯德尔（William M. Kendall）设计，新文艺复兴建筑风格，仿照15世纪的罗马宫殿。 1996年，巴特里克、怀特及伯蒂斯建筑师事务所（Buttrick White & Burtis）以及副建筑师伊塔洛罗塔（Italo Rota）修复了该建筑，并完成了东立面。
意大利楼是哥伦比亚大学校园内由纽约市地标保护委员会指定的三座建筑之一，于1978 年获得了这一地位。 1982 年又列入国家史迹名录。

## 历史
1920年代，哥伦比亚和巴纳德的意大利学生俱乐部 il Circolo Italiano 动员支持意大利楼项目。哥伦比亚校长尼古拉斯·默里·巴特勒接受了这个想法。运动由纽约的学生和法官 John J. Freschi领导（他帮助筹集资金）。他们联系了纽约开发商Joseph Paterno、Anthony Campagna 和 Michael Paterno，他们建造了这座建筑，并承担了除捐款之外的所有费用。  。 
一些支持来自国外：意大利法西斯领导人贝尼托•墨索里尼表达了热情，但他承诺的比他给的多。记录显示法西斯政府只提供了一些奖学金资助，以及“通过墨索里尼的帮助在意大利获得”古董家具的承诺—但这笔捐赠从未兑现，家具和艺术品都来自国内赞助人。
负责哥伦比亚大学校园布局的麦金米德与怀特建筑师事务所，为意大利楼提供了令人印象深刻的新文艺复兴设计，外表用石灰石覆盖，使其与校园内的所有其他建筑区别开来，除了气势磅礴的劳纪念图书馆。该建筑以文艺复兴时期的罗马宫殿为蓝本，于 1927 年开放。查尔斯•帕特诺博士慷慨地捐赠了 20,000 本皮装书籍，并为意大利楼的原始图书馆提供了资金。
1991 年，意大利共和国以 1750 万美元的价格购买了这处房产，并将其回租给哥伦比亚 500 年。。进行了翻修，剩余的帕特诺藏书被转移到巴特勒图书馆，意大利系从意大利楼搬迁到现在的地址汉密尔顿楼（Hamilton Hall），意大利楼成为意大利高等研究院的所在地，这是一个人文和科学研究中心。 其使命为“从意大利的角度提供对欧洲的愿景。”监督委员一半由大学任命，一半由意大利政府任命。